# جوين (أسطورة)
جوین (بالإنجليزية: Goin)‏ روح شريرة في الأساطير الاسترالية، وهي تظهر على هيئة رجل عجوز له مخالب تشبه مخالب النسر وقدم تشبه قدم التمساح.